# Júlio Dinis
Joaquim Guilherme Gomes Coelho (Porto, 14 de novembro de 1839 – Porto, 12 de setembro de 1871) foi um médico e escritor português. É mais conhecido pelo seu pseudónimo Júlio Dinis.

## Biografia
Joaquim Guilherme Gomes Coelho, que no período mais brilhante da sua carreira literária usou o pseudónimo de Júlio Dinis, nasceu em Porto, Portugal, a 14 de Novembro de 1839, na rua do Reguinho, freguesia de São Nicolau, sendo batizado a 18 do mesmo mês na Igreja de São Nicolau.
Faleceu na mesma cidade, no número 289 da Rua de Costa Cabral, casa que já não existe, à 1 hora da manhã de 12 de setembro de 1871, freguesia de Paranhos.
Júlio Dinis era filho de José Joaquim Gomes Coelho (Ovar, Aveiro, 22 de Agosto de 1802 – Lisboa, 21 de Julho de 1885), cirurgião, natural de Ovar, e de Ana Constança Potter Pereira Gomes Coelho (São Nicolau, Porto, 11 de Janeiro de 1801 – São Nicolau, Porto, 25 de Setembro de 1845), de ascendência anglo-irlandesa, e vitimada pela tuberculose pulmonar quando Júlio Dinis contava apenas seis anos de idade. Eram seus avós paternos José Gomes Coelho e Rosa Rodrigues, de Ovar, maternos António Pereira Lopes e Maria Potter, do Porto. Foi educado sob os moldes da burguesia britânica, da qual assimilou os costumes e valores.
Frequentou a escola primária em Miragaia. Aos catorze anos de idade em 1853, concluiu o curso preparatório do liceu. Matriculou-se na Escola Politécnica, tendo, em seguida, transitado para a Escola Médico-Cirúrgica do Porto, cujo curso completou a 27 de julho de 1861, com alta classificação. Posteriormente a sua saúde foi-se agravando, pelo que foi obrigado a recolher-se em Ovar e depois para a Madeira e a interromper a possibilidade de exercer a sua profissão. Durante esses tempos dedica-se à literatura. Mais tarde (1867), foi incluído como demonstrador e lente substituto no corpo docente desta mesma Escola.
Já então sofria da doença da tuberculose pelo que, esperançado em encontrar cura no ambiente mais salutar da província, se transferiu temporariamente para Grijó e posteriormente para Ovar, para casa de uma sua tia, Rosa Zagalo Gomes Coelho, que vivia no Largo dos Campos. E foi ainda esperançado numa cura de ares, que esteve duas vezes na ilha da Madeira, além de outras peregrinações que terá feito através do país. Simplesmente, o mal de Júlio Dinis não tinha cura. E com quase trinta e dois anos apenas, morria aquele que foi o mais «suave e terno romancista português, cronista de afectos puros, paixões simples, prosa limpa». De resto, essa terrível doença, que já havia vitimado a mãe e a avó materna, em 1845, foi a causa da morte de quase todos os seus oito irmãos (exceto Antônio Ladislao de Souza Gomes Coelho casado com Anna Dyonísia Ladislau de Souza Gomes Coelho, que migraram para o Brasil e tiveram ampla descendência a partir de Capivari e Piracicaba, estado de São Paulo).
O romance «As Pupilas do Senhor Reitor» foi publicado em 1867 em livro (depois de ter sido publicado em folhetins do Jornal do Porto em 1866), tendo sido desde então várias vezes representado, cinematizado e televisionado sob a forma de adaptações. Um ano antes, tinha sido dado a público «Uma Família Inglesa» e, em 1870, veio a público «Serões da Província».
No ano do seu falecimento, com apenas 31 anos de idade, publicou-se o romance «Os Fidalgos da Casa Mourisca». Só depois da sua morte se publicaram «Inéditos» e «Esparsos», em dois volumes, assim como as suas «Poesias», dadas à estampa entre 1873 e 1874. Encontra-se sepultado num jazigo de família com o número 58, no cemitério privado da Ordem Terceira de S. Francisco, dentro do Cemitério de Agramonte.
Foi o criador do romance campesino e as suas personagens, tiradas, na sua maioria, de pessoas com quem viveu ou contactou na vida real, estão imbuídas de tanta naturalidade que muitas delas nos são ainda hoje familiares. É o caso da tia Doroteia, de «A Morgadinha dos Canaviais», inspirada por sua tia, em casa de quem viveu, quando se refugiou em Ovar, ou de Jenny, para a qual recebeu inspiração da sua prima e madrinha, Rita de Cássia Pinto Coelho.
Júlio Dinis viu sempre o mundo pelo prisma da fraternidade, do optimismo, dos sentimentos sadios do amor e da esperança. Quanto à forma, é considerado um escritor de transição entre o romantismo e o realismo.
Além deste pseudónimo, Júlio Dinis usou também o de Diana de Aveleda, com que assinou pequenas narrativas ingénuas como «Os Novelos da Tia Filomena» e o «Espólio do Senhor Cipriano», publicados em 1862 e 1863, respectivamente. Foi com este pseudónimo que se iniciou nas andanças das letras, tendo, com ele, assinado também pequenas crónicas no Diário do Porto. Ao nível das publicações periódicas, também se encontram colaborações suas nas revistas Semana de Lisboa (1893-1895) e Serões (1901-1911).
A casa onde Júlio Dinis nasceu, foi demolida com a abertura da Rua Nova da Alfândega, e aquela onde morreu, deu lugar à construção de uma casa de espectáculos cinematográficos.

## Obras de Júlio Dinis
- Justiça de Sua Majestade (1858)
- Um Rei Popular (1858, teatro)
- Um Segredo de Família (1860, teatro)
- As Pupilas do Senhor Reitor (1866 em folhetim no Jornal do Porto e 1867 em livro)
- Uma Família Inglesa (1867 em folhetim no Jornal do Porto como Uma Família de Ingleses e 1868 em livro com o título final[7])(eBook)
- A Morgadinha dos Canaviais (1868)(eBook)
- Serões da Província (1870)
- Os Fidalgos da Casa Mourisca (1871)(eBook)
- Poesias (1873)
- Inéditos e Dispersos (1910)
- Teatro Inédito (1946-1947)